# Сордінн
Сордінн (давньоскан. sorðinn, sordinn) – веде початок від давньоскандинавського поняття sorðint, яке походить від serða – дієслова, що означає чоловічу роль у статевому акті. Його повним перекладом буде: проникати, входити, вставляти. Проте, для цього поняття є нетиповим використання для позначення активного партнера. Зазвичай, зустрічається пасивна форма sorðinn (бути використаним чоловіком в сексуальному сенсі, той, в кого проникли, увійшли, ким заволоділи), яка описує пасивну роль у гомосексуальних стосунках. У своїй активній формі serða відповідно позначає чоловічу роль у статевому акті, позицію верхнього в сексі, того, хто веде. Інше слово з тим самим значенням – streða з’явилось від простого переставляння звуків. 
В Gray Goose Laws (Gragas) і Норвезьких законах (Norwegian laws) форми цих слів sorðinn и stroðinn у минулому часі були об’єднані в прикметник ragr у розділі зі списками обвинувачень (yki), які один чоловік міг пред’явити іншому. Сказана вголос чи вирізьблена на дереві (не сказана, але видима оку), така образа ставила кривдника поза законом. Специфічне сексуальне значення слова ragr мало на увазі жіночність в цілому, в той час як обидва інших слова вказують на статевий акт, в якому один чоловік, позначений як stroðinn чи sorðinn, знаходиться в пасивній ролі, а інший чинить дію, яку називають streða чи serða. Уривок з Njáls saga вказує на те, що слово первісно могло використовуватись також і в гетеросексуальних стосунках. Цей висновок знаходить підтвердження і в поемі Сага про Ґреттіра (Grettisfœrsla), де змальовується нестримна сексуальна жага головного героя – Греттіра.
Ісландські Gray Goose Laws скеровують нас до трьох слів, які розглядалися рівнозначними до терміну argr. Це ragr, strodinn и sordinn, всі три позначають пасивну роль чоловіка, який бере участь в одностатевому сексі з іншими чоловіками. Інакший сенс цих слів включає в себе, згідно з Gray Goose, «бути другом чаклуна».
Ще приклади із Стародавніх Скандинавських Законів (Old Scandinavian Laws):
Gulathing law – «бути нижнім чоловіком», «бути рабом», «бути чоловіком, який практикує сейд»;
Bergen/Island law – «бути чоловіком, який практикує сейд», «бути чаклуном і/або брати участь в одностатевому сексі як пасивний чоловік (kallar ragann)»; 
Frostothing law – «чоловік, що бажає одностатевого сексу, як нижній».
З усього цього стає очевидним, що поняття ergi та níðingr були міцно пов’язані не лише з магією, чаклунством, немужністю, немаскулінністю, слабкістю і жіноподібністю, але також і з розпустою та статевими збоченнями з точки зору стародавніх скандинавів протягом середніх віків. Ергі жінок означало занадто хтиве, шалене безумство, ергі чоловіків означало збочення, фемінізацію і пасивну роль в одностатевих зляганнях з іншим чоловіком, в той час як активна роль чоловіка, який брав участь у тому самому ж одностатевому акті не пов’язувалася з ergi, ragr, argr чи níð.